# Lamina densa
La lamina densa constitue, avec la  lamina lucida, la lame basale de l'épithélium.

## Description
La lamina densa est un composant de la zone de la membrane basale entre l'épiderme et le derme de la peau, et est une zone dense aux électrons entre la lamina lucida et le derme, synthétisée par les cellules basales de l'épiderme et composée de Collagène de type IV., de fibrilles d'ancrage constituées de collagène de type VII et de microfibrilles dermiques.